# Tony Awards 2018
Die Verleihung der 72. Tony Awards 2018 (72nd Annual Tony Awards) fand am 10. Juni 2018 in der Radio City Music Hall in New York City statt und wurde live vom Sender CBS übertragen. Moderatoren waren Sara Bareilles und Josh Groban. Ausgezeichnet wurden Theaterstücke und Musicals der Saison 2017/18, die am Broadway vor dem 26. April 2018 ihre Erstaufführung hatten. Die Nominierungen wurden am 1. Mai 2018 von Leslie Odom Jr. und Katharine McPhee bekannt gegeben. Der Tony Awards for Best Sound Design of a Play und der Tony Awards for Best Sound Design of a Musical, deren zunächst letztmalige Vergabe 2014 erfolgte, wurden 2018 erstmals wieder vergeben.

## Gewinner und Nominierte

### Theaterstücke
| Meiste Tonys         | Harry Potter and the Cursed Child (6 Tonys) |
| Meiste Nominierungen | Angels in America (11 Nominierungen)        |

| Kategorie                                | Preisträger     | Theaterstück                                      | Nominierungen |
| Bestes Theaterstück                      |                 | Harry Potter and the Cursed Child von Jack Thorne | - The Children von Lucy Kirkwood - Farinelli and the King von Claire van Kampen - Junk von Ayad Akhtar - Latin History for Morons von John Leguizamo |
| Beste Wiederaufnahme eines Theaterstücks |                 | Angels in America                                 | - The Iceman Cometh - Lobby Hero - Three Tall Women - Travesties |
| Bester Hauptdarsteller                   | Andrew Garfield | Angels in America als Prior Walter                | - Tom Hollander in Travesties als Henry Carr - Jamie Parker in Harry Potter and the Cursed Child als Harry Potter - Mark Rylance in Farinelli and the King als Philip V of Spain - Denzel Washington in The Iceman Cometh als Theodore „Hickey“ Hickman |
| Beste Hauptdarstellerin                  | Glenda Jackson  | Three Tall Women als A                            | - Condola Rashād in Saint Joan als Joan of Arc - Lauren Ridloff in Children of a Lesser God als Sarah Norman - Amy Schumer in Meteor Shower als Corky                                                                                                   |
| Bester Nebendarsteller                   | Nathan Lane     | Angels in America als Roy Cohn                    | - Anthony Boyle in Harry Potter and the Cursed Child als Scorpius Malfoy - Michael Cera in Lobby Hero als Jeff - Brian Tyree Henry in Lobby Hero als William - David Morse in The Iceman Cometh als Larry Slade                                         |
| Beste Nebendarstellerin                  | Laurie Metcalf  | Three Tall Women als B                            | - Susan Brown in Angels in America als Hannah Pitt - Noma Dumezweni in Harry Potter and the Cursed Child als Hermione Granger - Deborah Findlay in The Children als Hazel - Denise Gough in Angels in America als Harper Pitt                           |
| Beste Theaterregie                       | John Tiffany    | Harry Potter and the Cursed Child                 | - Marianne Elliott – Angels in America - Joe Mantello – Three Tall Women - Patrick Marber – Travesties - George C. Wolfe – The Iceman Cometh |
| Bestes Bühnenbild                        | Christine Jones | Harry Potter and the Cursed Child                 | - Miriam Buether – Three Tall Women - Jonathan Fensom – Farinelli and the King - Santo Loquasto – The Iceman Cometh - Ian MacNeil und Edward Pierce – Angels in America                                                                                 |
| Beste Kostüme                            | Katrina Lindsay | Harry Potter and the Cursed Child                 | - Jonathan Fensom – Farinelli and the King - Nicky Gillibrand – Angels in America - Ann Roth – Three Tall Women - Ann Roth – The Iceman Cometh |
| Bestes Lichtdesign                       | Neil Austin     | Harry Potter and the Cursed Child                 | - Paule Constable – Angels in America - Peggy Eisenhauer und Jules Fisher – The Iceman Cometh - Paul Russell – Farinelli and the King - Ben Stanton – Junk                                                                                              |
| Bestes Sounddesign                       | Gareth Fry      | Harry Potter and the Cursed Child                 | - Adam Cork – Travesties - Ian Dickinson – Angels in America - Tom Gibbons – 1984 - Dan Moses Schreier – The Iceman Cometh |

### Musicals
| Meiste Tonys         | The Band’s Visit (10 Tonys)                             |
| Meiste Nominierungen | Mean Girls und SpongeBob SquarePants (12 Nominierungen) |

| Kategorie                           | Preisträger      | Musical                             | Nominierungen |
| Bestes Musical                      |                  | The Band’s Visit                    | - Frozen - Mean Girls - SpongeBob SquarePants |
| Beste Wiederaufnahme eines Musicals |                  | Once on This Island                 | - Carousel - My Fair Lady |
| Bester Hauptdarsteller              | Tony Shalhoub    | The Band’s Visit als Tewfiq Zakaria | - Harry Hadden-Paton in My Fair Lady als Henry Higgins - Joshua Henry in Carousel als Billy Bigelow - Ethan Slater in SpongeBob SquarePants als SpongeBob SquarePants |
| Beste Hauptdarstellerin             | Katrina Lenk     | The Band’s Visit als Dina           | - Lauren Ambrose in My Fair Lady als Eliza Doolittle - Hailey Kilgore in Once on This Island als Ti Moune - LaChanze in Summer: The Donna Summer Musical als Diva Donna / Mary Gaines - Taylor Louderman in Mean Girls als Regina George - Jessie Mueller in Carousel als Julie Jordan |
| Bester Nebendarsteller              | Ari’el Stachel   | The Band’s Visit als Haled          | - Norbert Leo Butz in My Fair Lady als Alfred P. Doolittle - Alexander Gemignani in Carousel als Enoch Snow - Grey Henson in Mean Girls als Damian Hubbard - Gavin Lee in SpongeBob SquarePants als Squidward Tentacles                                                                |
| Beste Nebendarstellerin             | Lindsay Mendez   | Carousel als Carrie Pipperidge      | - Ariana DeBose in Summer: The Donna Summer Musical als Disco Donna - Renée Fleming in Carousel als Nettie Fowler - Ashley Park in Mean Girls als Gretchen Wieners - Diana Rigg in My Fair Lady als Mrs. Higgins                                                                       |
| Beste Musicalregie                  | David Cromer     | The Band’s Visit                    | - Michael Arden – Once on This Island - Tina Landau – SpongeBob SquarePants - Casey Nicholaw – Mean Girls - Bartlett Sher – My Fair Lady |
| Bestes Bühnenbild                   | David Zinn       | SpongeBob SquarePants               | - Dane Laffrey – Once on This Island - Scott Pask – The Band’s Visit - Scott Pask, Finn Ross und Adam Young – Mean Girls - Michael Yeargan – My Fair Lady |
| Beste Kostüme                       | Catherine Zuber  | My Fair Lady                        | - Gregg Barnes – Mean Girls - Clint Ramos – Once on This Island - Ann Roth – Carousel - David Zinn – SpongeBob SquarePants |
| Bestes Lichtdesign                  | Tyler Micoleau   | The Band’s Visit                    | - Kevin Adams – SpongeBob SquarePants - Peggy Eisenhauer und Jules Fisher – Once on This Island - Donald Holder – My Fair Lady - Brian MacDevitt – Carousel |
| Bestes Sounddesign                  | Kai Harada       | The Band’s Visit                    | - Mike Dobson und Walter Trarbach – SpongeBob SquarePants - Peter Hylenski – Once on This Island - Scott Lehrer – Carousel - Brian Ronan – Mean Girls |
| Bestes Musicallibretto              | Itamar Moses     | The Band’s Visit                    | - Jennifer Lee – Frozen - Tina Fey – Mean Girls - Kyle Jarrow – SpongeBob SquarePants |
| Beste Originalmusik                 | David Yazbek     | The Band’s Visit                    | - Adrian Sutton – Angels in America - Kristen Anderson-Lopez und Robert Lopez – Frozen - Jeff Richmond und Nell Benjamin – Mean Girls - Komponisten von SpongeBob SquarePants |
| Beste Choreographie                 | Justin Peck      | Carousel                            | - Christopher Gattelli – My Fair Lady - Christopher Gattelli – SpongeBob SquarePants - Steven Hoggett – Harry Potter and the Cursed Child - Casey Nicholaw – Mean Girls |
| Beste Orchestrierung                | Jamshied Sharifi | The Band’s Visit                    | - John Clancy – Mean Girls - Tom Kitt – SpongeBob SquarePants - Annmarie Milazzo und Michael Starobin – Once on This Island - Jonathan Tunick – Carousel |

### Sonderpreise (ohne Wettbewerb)
| Kategorie                             | Preisträger                                                             |
| Regional Theatre Tony Award           | La MaMa E.T.C. (Experimental Theatre Club) in New York City             |
| Special Tony Award                    | Chita Rivera, Andrew Lloyd Webber, John Leguizamo und Bruce Springsteen |
| Tony Honors for Excellence in Theatre | Sara Krulwich, Bessie Nelson und Ernest Winzer Cleaners                 |
| Isabelle Stevenson Award              | Nick Scandalios                                                         |
| Excellence in Theatre Education Award | Melody Herzfeld von der Marjory Stoneman Douglas High School            |

## Statistiken

### Auszeichnungen und Nominierungen pro Produktion
| Produktion                        | Nominierungen | Auszeichnungen |
| --------------------------------- | ------------- | -------------- |
| Mean Girls                        | 12            | 0              |
| SpongeBob SquarePants             | 12            | 1              |
| Angels in America                 | 11            | 3              |
| The Band’s Visit                  | 11            | 10             |
| Carousel                          | 11            | 2              |
| Harry Potter and the Cursed Child | 10            | 6              |
| My Fair Lady                      | 10            | 1              |
| The Iceman Cometh                 | 8             | 0              |
| Once on This Island               | 8             | 1              |
| Three Tall Women                  | 6             | 2              |
| Farinelli and the King            | 5             | 0              |
| Travesties                        | 4             | 0              |
| Frozen                            | 3             | 0              |
| Lobby Hero                        | 3             | 0              |
| The Children                      | 2             | 0              |
| Junk                              | 2             | 0              |
| Summer: The Donna Summer Musical  | 2             | 0              |
| Children of a Lesser God          | 1             | 0              |
| Latin History for Morons          | 1             | 0              |
| Meteor Shower                     | 1             | 0              |
| 1984                              | 1             | 0              |
| Saint Joan                        | 1             | 0              |

### Personen mit mehreren Nominierungen
- 3 Nominierungen: Ann Roth
- 2 Nominierungen: Peggy Eisenhauer und Jules Fisher, Jonathan Fensom, Christopher Gattelli, Casey Nicholaw, Scott Pask und David Zinn